# IBS QMS
IBS QMS – кросс-индустриальное решение класса QMS для управления процессами контроля качества, разрабатываемое компанией Siemens. IBS QMS позволяет создать необходимую прозрачность процесса производства для обеспечения своевременного и эффективного вмешательства в процесс в случае отклонений от плановых показателей.

## История решения
Компания IBS Ingenieurbüro Schröder GmbH была основана в 1982 году инженером Клаусом Юрген Шредером (Klaus Jürgen Schröder) в городе Хёр-Гренцхаузен. Основным держателем акций IBS AG с 2012 года являлась компания Siemens AG. С июня 2015 компания IBS AG полностью принадлежит Siemens AG.

## Обзор решения
В основе решения лежит принцип цикла Plan-Do-Check-Act (PDCA), описывающий фазы процесса непрерывного улучшения производственного процесса.
Решение IBS QMS обеспечивает процесс управления качеством посредством следующего функционала:
- Advanced product quality planning (APQP) – Перспективное планирование качества продукта
- Production part approval process (PPAP) – Процесс одобрения производства компонента
- Control plan (process flowchart) – План контроля (блок-схема процесса)
- Audit management – Управление аудитом
- Failure mode and effects analysis (FMEA) - Анализ видов и последствий отказов
- Inspection plan management (IPM) including graphical options – Управление планом контроля, включая графические инструменты
- Concern and complaint management (CCM) – Управление жалобами и проблемами
- Statistical process control (SPC) – Статистический контроль процесса
- Warranty management – Управление гарантией
- Traceability management – Управление прослеживаемостью
- Incoming goods/outgoing goods inspection – Входной/Выходной контроль
- Integrated workflow management – Встроенное управление рабочим процессом

## Индустриальные решения[2]
Automotive: Управление качеством для производителей автомобилей
Решение IBS QMS Automotive обеспечивает возможность проведения корректирующих действий, поддержку надежности, стабильность производства и сокращения цикла, начиная с фазы разработки до момента отгрузки автомобиля.
Professional: Управление качеством для кросс-индустриальных производителей
Кросс-индустриальная система управления качеством IBS QMS Professional. Решение нацелено на организацию всех возможных действий для повышения производительности, качества процессов производства и обслуживания.
CompliantPro: Управление соответствием стандартам
Решение IBS QMS CompliantPro обеспечивает непрерывный мониторинг нормативов и включает в себя механизмы соблюдения законов и требований, а также опциональных правил внутреннего регулирования.

## Применение
Решение IBS QMS применяют такие известные компании, как BMW, Porsche, Daimler, Liebherr, Caterpillar.